# Iisaku kommun
Iisaku kommun (estniska: Iisaku vald) var en tidigare kommun i landskapet Ida-Virumaa i nordöstra Estland. Kommunen låg cirka 150 kilometer öster om huvudstaden Tallinn. Småköpingen Iisaku utgjorde kommunens centralort.
Den 24 oktober 2017 uppgick kommunen i Alutaguse kommun.

### Karta

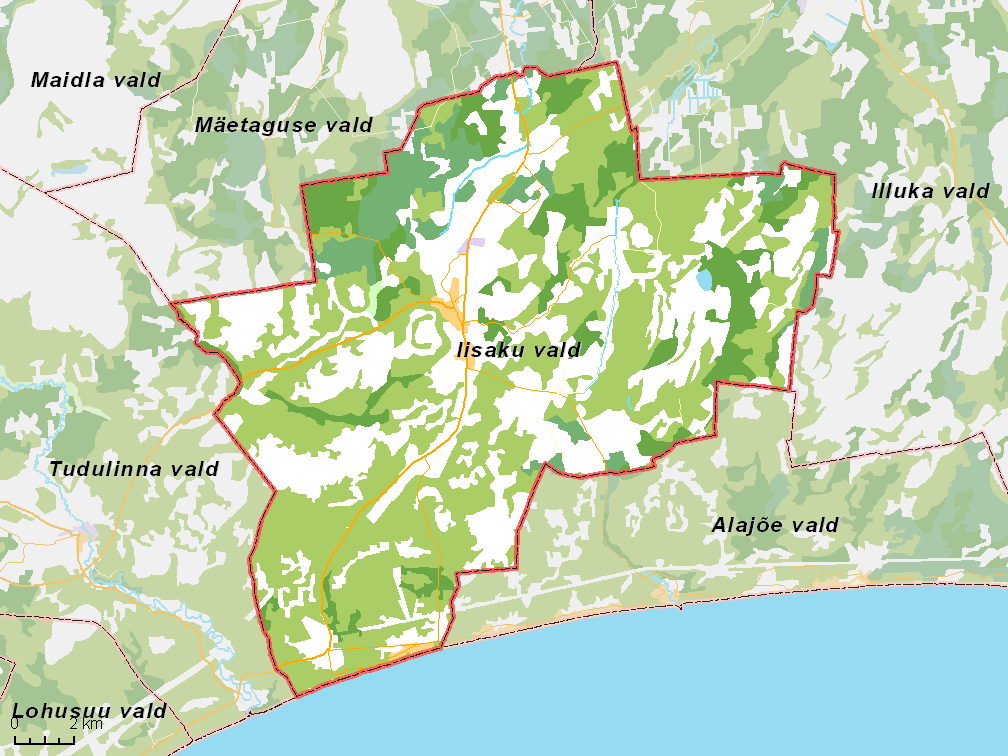
Översiktlig karta över den tidigare kommunen.

## Orter
I Iisaku kommun fanns en småköping och 17 byar.

### Småköpingar
- Iisaku (centralort)

### Byar
- Alliku
- Imatu
- Jõuga
- Kasevälja
- Kauksi
- Koldamäe
- Kuru
- Lipniku
- Lõpe
- Pootsiku
- Sõrumäe
- Sälliku
- Taga-Roostoja
- Tammetaguse
- Tärivere
- Vaikla
- Varesmetsa